# Johann Conrad Weilenmann
Johann Conrad Weilenmann (* 19. Februar 1896 in Veltheim; † 23. Oktober 1969 in Schaffhausen) war ein Schweizer Wirtschaftsführer und Generaldirektor der Nahrungsmittelfirma Knorr (heute Unilever) in Thayngen.

## Leben
Johann Conrad Weilenmann, der Sohn des Teigwarenfabrikanten Hermann Weilenmann und der Kunstmalerin Lina geb. Girsberger, wuchs in Veltheim auf, besuchte die Schulen in Winterthur und Zürich und durchlief dann eine kaufmännische und praktische Ausbildung in der väterlichen Teigwarenfabrik Gebr. Weilenmann AG (auch «Bschüssig» oder «Nudli» genannt) in Veltheim. Er hatte drei Geschwister, den älteren Bruder Hermann Weilenmann (1893–1970), der dann als «Vater des Schweizer Volkshochschulwesens» bekannt wurde, sowie die jüngeren Schwestern Verena Čelebonović-Weilenmann (1902–1979), Ehefrau des serbischen Kunstmalers Marko Čelebonović und Margareta Chalumeau de Verneuil-Weilenmann (1903–1983).
Seine berufliche Laufbahn startete Weilenmann bei den Malzkaffee-Fabriken GmbH in Berlin, die Kaffee-Ersatzprodukte produzierte. Er übernahm dann die Betriebsführung der Resag AG in Köpenick und wirkte als Marketingdirektor von Malt Kneipp in Paris, wo er verschiedene grosse Werbekampagnen leitete. Sein Interesse galt seit jeher dem Markenartikel, dessen Qualität, Vermarktung und Präsentation zentral war.
1929–1946 wirkte Weilenmann als Marketing- und Verkaufsleiter der Firma Thomi + Franck in Basel. Diese produzierte den ersten industriell hergestellten Tafelsenf der Schweiz und brachte diesen ab 1934 als Weltneuheit erstmals in Tuben (statt in Steinguttöpfen) in den Handel. Thomy’s bietet noch heute den bekannten Senf (und später Mayonnaise) in denselben Tuben an.
Im Jahr 1947 wurde Johann Conrad Weilenmann als Generaldirektor zur bekannten Nahrungsmittelfirma Knorr in Thayngen (Kanton Schaffhausen) berufen, die hauptsächlich Suppen produzierte. Er führte die Firma, die kurz vor dem Untergang stand, in seinen 14 Jahren als Generaldirektor zu weltweitem Erfolg. In seiner Aera erfolgte, wie die Fachpresse bekannte, eine «Revolution im Suppentopf» mit der erstmaligen Verwendung von Glutamat, und der Umsatz wurde um mehr als das Zwanzigfache gesteigert. Zudem gilt Weilenmann als geistiger Vater der berühmten Werbefigur Knorrli, gemeinsam mit Grafiker Hans Tomamichel, sowie der kultigen Streuwürze Aromat, die heute ebenfalls jeder Schweizer kennt.
Nach seiner Pensionierung wirkte Johann Conrad Weilenmann u. a. als Verwaltungsrat des Schokoladeherstellers Lindt & Sprüngli. Zudem war er im Bankrat der Schaffhauser Kantonalbank und vertrat die FDP im Kantonsrat.